# Dumisa Mahlalela
Dumisa Mahlalela (ur. ?, zm. 8 lipca 2012) – suazyjski trener piłkarski.

## Kariera trenerska
Mahlalela po raz pierwszy był trenerem narodowej reprezentacji Suazi w trzech meczach w 1992 i 1993. Od 2001 roku ponownie trenował drużynę Suazi w piłce nożnej. W grudniu 2002 roku podał się do dymisji, po dwóch latach na czele, a urzędnikom przyczynę wytłumaczył, że cierpi na depresję i próbował popełnić samobójstwo. W kwietniu 2004 roku wrócił do kierowania drużyną narodową.
8 lipca 2012 zmarł w Szpitalu Rządowym w Mbabane.